# Turn Against This Land
Turn Against This Land è l'album di debutto dei Dogs, pubblicato nel 2005.

## Tracce
1. London Bridge – 3:41
2. Selfish Ways – 3:52
3. Donkey – 3:32
4. End of an Era – 3:48
5. She's Got a Reason – 3:26
6. It's Not Right – 3:08
7. Tuned to a Different Station – 4:07
8. Tarred and Feathered – 3:51
9. Wait – 3:53
10. Heading for an Early Grave – 3:07
11. Red – 5:22
12. Turn Against This Land – 1:46